# Région ecclésiastique d'Émilie-Romagne

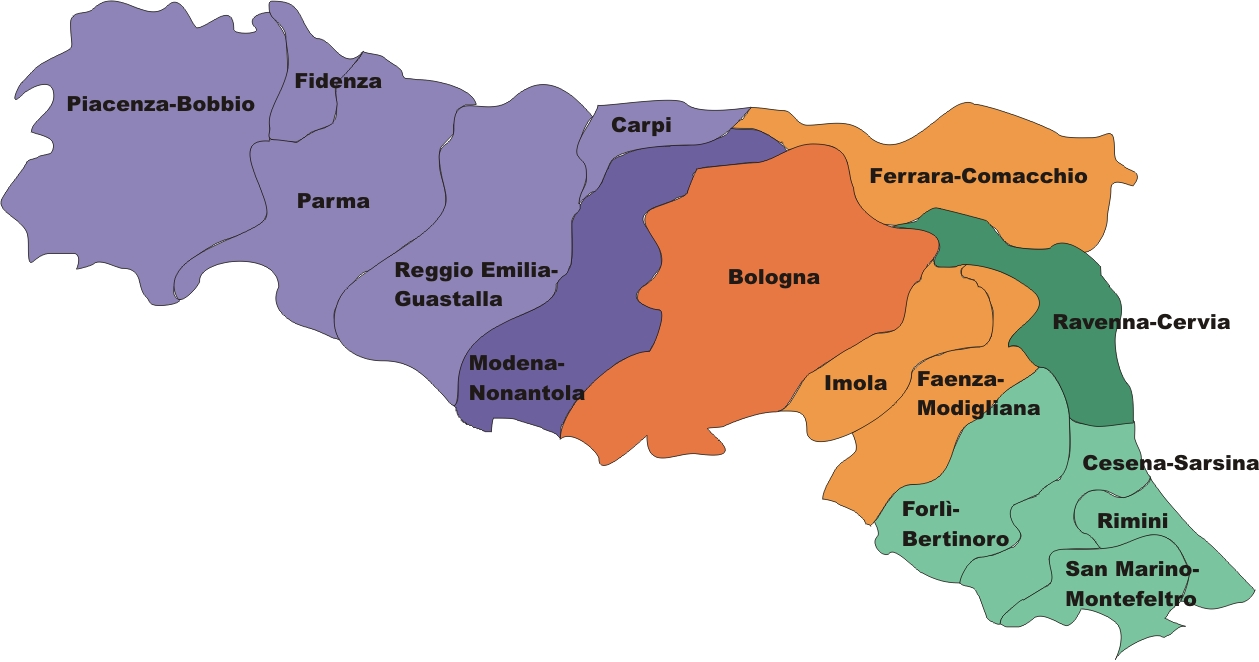
Région ecclésiastique d'Emilie-Romagne.

La région ecclésiastique d'Émilie-Romagne (en italien : Regione ecclesiastica Emilia-Romagna) est l'une des seize régions ecclésiastiques que compte l'Église catholique romaine en Italie.
Cette circonscription d'une superficie de 25 071 km2 couvre la totalité de la région administrative de la Émilie-Romagne et de la république de Saint-Marin, avec ses 4 399 824 habitants répartis sur 2 581 paroisses. En 2025, elle compte 1 661 religieux séculiers, 553 religieux réguliers et 713 diacres permanents.

## Archidiocèses, diocèses  et abbayes de la région
La région compte 4 archidiocèses et 11 diocèses :
- Archidiocèse de Bologne
  - Archidiocèse de Ferrare-Comacchio
  - Diocèse de Faenza-Modigliana
  - Diocèse d'Imola

- Archidiocèse de Modène-Nonantola
  - Diocèse de Carpi
  - Diocèse de Fidenza
  - Diocèse de Parme
  - Diocèse de Plaisance-Bobbio
  - Diocèse de Reggio d'Émilie-Guastalla

- Archidiocèse de Ravenne-Cervia
  - Diocèse de Cesena-Sarsina
  - Diocèse de Forlì-Bertinoro
  - Diocèse de Rimini
  - Diocèse de Saint-Marin-Montefeltro

La région comptait deux abbayes territoriales :
- L'abbaye de Nonantola, incorporée à l'archidiocèse métropolitain de Modène-Nonantola
- L'abbaye de Pomposa, dont le titre est relevé par l'archevêque de Ferrara-Comacchio

### Articles liés
- Église catholique en Italie
- Liste des diocèses et archidiocèses d'Italie